# Château Laurier
Koordinaten: 45° 25′ 32,2″ N, 75° 41′ 42,9″ W
Das Château Laurier ist ein Eisenbahnhotel der Fünf-Sterne-Kategorie in Ottawa. Es wird von Fairmont Hotels and Resorts betrieben. Die Anlage wurde 1912 eröffnet und ist seit 1981 als nationale historische Stätte klassifiziert.

## Lage und Beschreibung
Das Hotel liegt im Stadtteil Lowertown (französisch Basse-Ville) am nördlichen Ende des Rideau Canal gegenüber von Parliament Hill. Es ist von Mackenzie Avenue im Nordosten, Rideau Street im Südosten, Confederation Square im Süden, Ottawa Locks im Südwesten und Major’s Hill Park im Nordwesten umgeben.
Der Bau hat einen L-förmigen Grundriss und ist aus hellem Kalkstein errichtet. Er hat ein steil aufragendes Kupferdach mit zahlreichen Gauben und ist unregelmäßig mit Türmchen versehen. Mehr als 400 Gästezimmer befinden sich im Inneren.

## Geschichte

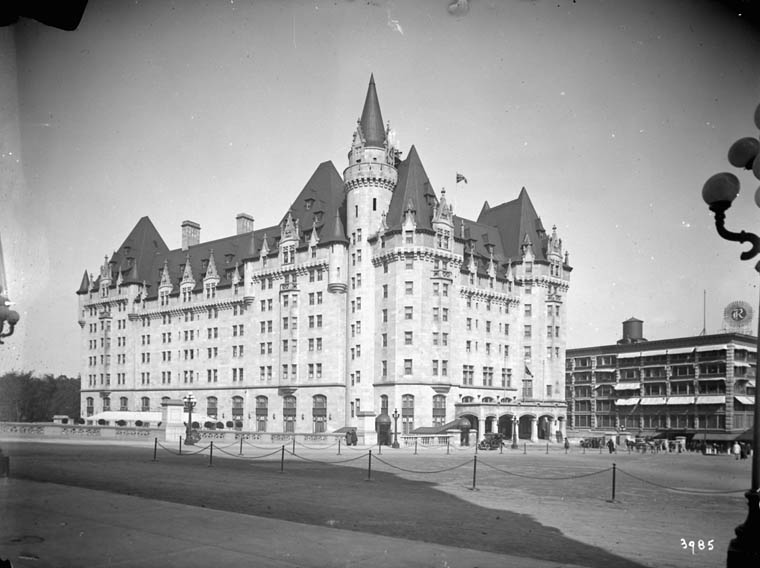
Ältere Ansicht von gleicher Stelle

Das Château Laurier wurde im Auftrag der Grand Trunk Railway zwischen 1908 und 1912 direkt gegenüber der Ottawa Union Station, dem damaligen Hauptbahnhof Ottawas, gebaut. Es wurde, wie andere kanadische Gebäude der Zeit, im Château-Stil (Neorenaissance) erbaut und sollte betuchten, aber auch Gästen aus den mittleren Schichten eine Unterkunft bieten. Die Eröffnung des Hotels wurde aufgrund des Todes des General Managers der Grand Trunk Railway Charles M. Hays beim Untergang der RMS Titanic vom 26. April 1912 auf den 12. Juni 1912 verschoben.
Das Château wurde zu Ehren des damals amtierenden Premierministers Wilfrid Laurier benannt, der den Bau unterstützt hatte. Es sollte als Inspiration für die Gestaltung von vielen weiteren Gebäuden (auch Regierungsgebäuden) in Ottawa dienen und stand 70 Jahre später noch für das Hotel du Canada im Disney-Themenpark Epcot in Florida Modell.
Später wurde das Hotel zunächst von der Canadian National Railway und dann von der Canadian Pacific Railway übernommen, deren Hotelsparte schließlich in Fairmont Hotels and Resorts aufging.
In dem Tunnel, der das Château mit dem ehemaligen Bahnhof verbindet, befindet sich heute eine Fotoausstellung der Kanadischen Nationalgalerie.